# Chassan Macharbekowitsch Barojew

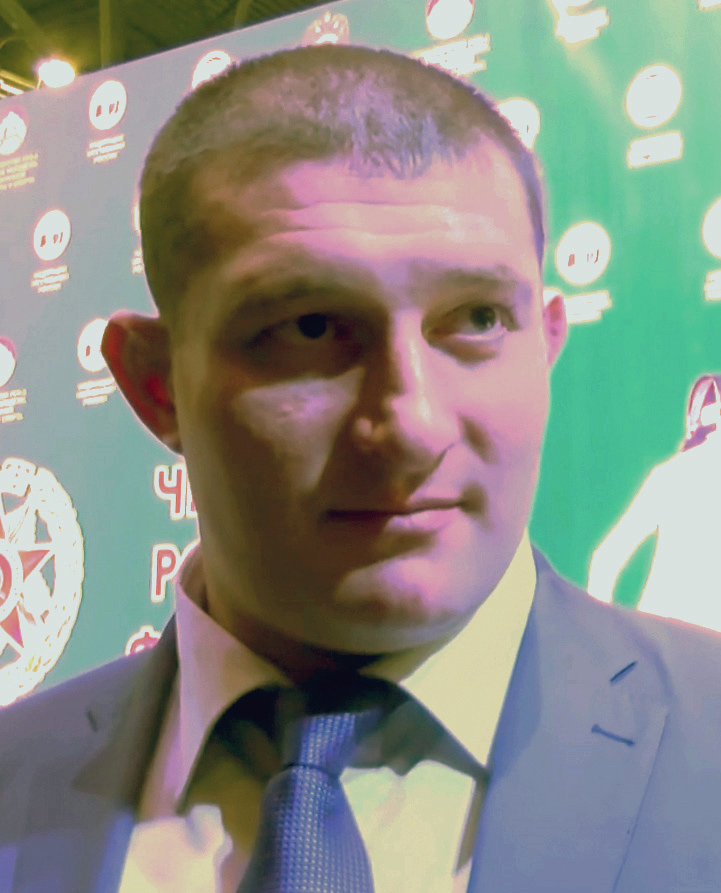
Chassan Macharbekowitsch Barojew, 2015

Chassan Macharbekowitsch Barojew (russisch Хасан Махарбекович Бароев; * 1. Dezember 1982 in Duschanbe, Tadschikistan) ist ein russischer Ringer ossetischer Herkunft. Der 1,88 Meter große Sportstudent ringt bei Torpedo Moskau und wird von Wladimir Urumagow seit seinem 16. Lebensjahr trainiert.

## Werdegang
Vor seiner Karriere als Senior startete er 1999 erstmals bei den Weltmeisterschaften der Kadetten (Altersklasse im Sport), damals noch in der Klasse bis 85 kg. Er wurde Zweiter hinter dem Türken Adem Tasci. Zwischen 2000 und 2002 startete er als Junior je zweimal an Europa- und Weltmeisterschaften; 2000 wurde er Juniorenweltmeister, 2001 sowohl Junioreneuropa- als auch Weltmeister. 2002 startete er ein letztes Mal als Junior und wurde ein weiteres Mal Europameister. Mittlerweile startete er in der höchsten Gewichtsklasse, dem Schwergewicht, das ab 2002 sein Gewichtslimit bei 120 kg Körpergewicht hat.
2003 startete er also zum ersten Mal als Senior bei den Europameisterschaften in Belgrad. Er wurde Siebter. Doch im gleichen Jahr gelang ihm dann mit dem Weltmeistertitel die große Überraschung. Er besiegte dabei u. a. den Olympiasieger von 2000 Rulon Gardner aus den Vereinigten Staaten und den Ungarn Mihály Deák Bárdos. Diesen Erfolg konnte er im nächsten Jahr  in Athen bei den Olympischen Spielen übertreffen. Er gewann dort alle seine Kämpfe und gewann damit die Goldmedaille. Im Finale besiegte er den Kasachen Georgi Tsurtsumia, nachdem er bereits vorher den favorisierten Kubaner Mijan Nunez Lopez geschlagen hatte.
Im Jahre 2005 pausierte er bei den internationalen Meisterschaften und im Jahre 2006 musste er bei den Europameisterschaften im heimatlichen Moskau nach einer überraschenden Niederlage gegen Juha Ahokas aus Finnland  seine Titelträume begraben. Im gleichen Jahr erkämpfte er sich jedoch den 1. Platz bei den Weltmeisterschaften in Guangzhou. Im Finale besiegte er dabei Mijaín López überlegen mit 13:0 nach Punkten.
2007 wurde Chassan Barojew in Sofia wieder Europameister und besiegte dabei u. a. Jalmar Sjöberg aus Schweden und David Vála aus Tschechien. Bei der Weltmeisterschaft dieses Jahres in Baku siegte er im Halbfinale über den starken US-Amerikaner Dremiel Byers, musste sich aber im Endkampf seinem alten Rivalen Mijain Lopez Nunez geschlagen geben und kam deshalb nur auf den 2. Platz. Im Olympiajahr 2008 musste er bei der Europameisterschaft in Tampere im Finale eine Niederlage gegen seinen russischen Landsmann Juri Patrikejew, der für Kasachstan startete, hinnehmen und kam dadurch auf den 2. Platz.
Das Jahr 2009 sah Chassan Barojew bei keinen internationalen Meisterschaften am Start. 2010 startete er aber ein Comeback, das zunächst aber nur halb gelang. Er wurde zwar russischer Meister im Schwergewicht vor Alexander Jekimow, Oleg Ilnizki und Anton Botew, musste sich aber bei der Weltmeisterschaft in Moskau nach Siegen über Yannick Szczepaniak aus Frankreich und Hani Sala Abdel Rahman Muralfy aus Ägypten dem weitgehend unbekannten Kasachen Nurmachan Tinälijew nach Punkten geschlagen geben und landete deshalb nur auf dem 7. Platz.
2011 wurde er nach einem Sieg beim renommierten Iwan-Poddubny-Memorial in Tjumen vor der gesamten russischen Schwergewichtlerelite wieder für die Europameisterschaften in Dortmund nominiert und holte sich dort mit Siegen in den entscheidenden Kämpfen über Mihaly Deak Bardos, Heiki Nabi aus Estland und den Titelverteidiger Rıza Kayaalp aus der Türkei, wieder den Titel. Bei der Weltmeisterschaft 2011 in Istanbul war er nicht am Start.
2012 versuchte Chassan Barojew bei der Europameisterschaft in Belgrad seinen Titel aus dem Jahre 2011 zu verteidigen. Dies gelang ihm aber nicht, denn er verlor im Endkampf dieses Mal gegen Riza Kayaalp und musste diesem den Titel überlassen. Danach versuchte er für die russische Mannschaft beim Turnier in Sofia einen Startplatz für die Olympischen Spiele in London im Schwergewicht zu erkämpfen. Doch auch das gelang ihm nicht, denn er belegte in Sofia nur den 8. Platz. Erst bei der allerletzten Möglichkeit, dem Qualifikations-Turnier in Helsinki, holte er sich den Sieg und damit die Startberechtigung für die Olympischen Spiele in London. In London enttäuschte er aber, denn er verlor gleich seinen ersten Kampf gegen seinen alten Rivalen Juri Patrikejew. Da dieser das Finale nicht erreichte, schied er aus und belegte nur den 14. Platz.

## Doping
Bei den Olympischen Spielen in Peking war Barojew mit Turinabol gedopt, als er im Finale erneut Mijain Lopez Nunez gegenüberstand. Die damals mit illegalen Mitteln errungene Silbermedaille wurde dem Sportler am 17. November 2016 nach einer Mitteilung des IOC aufgrund des Dopings nachträglich aberkannt.

## Internationale Erfolge
| Jahr | Platz | Wettbewerb                                   | Gewichtskl.  | Ergebnis |
| 1999 | 2.    | Junioren-WM (Cadets) in Nykøbing/Dänemark    | bis 85 kg KG | hinter Adem Tasci, Türkei, vor Ramas Nosadse, Georgien |
| 2000 | 3.    | Junioren-EM (Juniors) in Sofia               | Halbschwer   | hinter Georgi Jobava, Georgien u. Yannick Szczepaniak, Frankreich                                                                                                  |
| 2000 | 1.    | Junioren-WM (Juniors) in Nantes              | Halbschwer   | vor Georgios Koutsioubas, Griechenland u. Kalojan Dintschew, Bulgarien                                                                                             |
| 2001 | 1.    | Junioren-WM (Juniors) in Taschkent           | Schwer       | vor Nikola Iliew, Bulgarien u. Yücel Unsal, Türkei |
| 2002 | 1.    | Junioren-EM (Juniors) in Subotica            | Schwer       | vor Emin Öztürk, Türkei u. Rewas Tschelidse, Georgien |
| 2003 | 7.    | EM in Belgrad                                | Schwer       | nach Siegen über David Vála, Tschechien und Sergei Mureiko, Bulgarien und einer Niederlage gegen Xenofon Koutsioubas, Griechenland                                 |
| 2003 | 1.    | WM in Créteil                                | Schwer       | nach Siegen über Woo Park, Südkorea, Yekta Yılmaz Gül, Türkei, Rulon Gardner, fUSA, Sergei Mureiko, Georgi Tsurtsumia, Kasachstan und Mihály Deák Bárdos, Ungarn   |
| 2003 | 2.    | Welt-Cup in Almaty/Kasachstan                | Schwer       | hinter Georgi Tsurtsumia |
| 2004 | 4.    | Großer Preis von Deutschland in Dortmund     | Schwer       | hinter Mijain Nunez Lopez, Kuba, Georgi Tsurtsumia, Kasachstan u. Fatih Bakir, Türkei                                                                              |
| 2004 | Gold  | OS in Athen                                  | Schwer       | nach Siegen über David Vala, Andrej Tschechauskoj, Weißrussland, Mijaín López, Kuba, Sajad Barzi, Iran und Georgi Tsurtsumia                                       |
| 2006 | 2.    | Welt-Cup in Budapest                         | Schwer       | hinter Mijaín López Núñez und vor Mihaly Deak Bardos |
| 2006 | 3.    | EM in Moskau                                 | Schwer       | nach Siegen über David Vala, Xenofon Koutsioubas, Yannick Szczepaniak, Frankreich und Rocco Ficara, Italien und eine Niederlage gegen Juha Ahokas, Finnland        |
| 2006 | 1.    | WM in Guangzhou                              | Schwer       | nach Siegen über Xenofon Koutsioubas, Sergei Artjuchin, Bulgarien, Jalmar Sjöberg, Schweden und Mijaín López Núñez                                                 |
| 2007 | 1.    | EM in Sofia                                  | Schwer       | nach Siegen über Sergei Artjuchin, Gyula Branda, Ungarn, Jalmar Sjöberg und David Vala                                                                             |
| 2007 | 2.    | WM in Baku                                   | Schwer       | nach Siegen über David Vala, Jalmar Sjöberg, Yannick Szczepaniak und Dremiel Byers, USA und einer Niederlage gegen Mijaín López Núñez                              |
| 2008 | 1.    | "Iwan-Poddubny"-Turnier in Moskau            | Schwer       | vor Alexander Anuchin, Russland, Mindaugas Mizgaitis u. Mijain Lopez Nunez                                                                                         |
| 2008 | 4.    | Welt-Cup in Szombathely                      | Schwer       | hinter Mihaly Deak Bardos, Dremiel Byers und Masoud Hashemzadeh, Iran                                                                                              |
| 2008 | 2.    | EM in Tampere                                | Schwer       | nach Siegen über Mindaugas Mizgaitis, Litauen, Atilla Güzel, Türkei und David Vala und einer Niederlage gegen Juri Patrikejew, Armenien                            |
| 2008 | 1.    | Großer Preis von Spanien in Madrid           | Schwer       | vor Sebastian Lönnborn u. Johan Eurén, bde. Schweden u. Mahdi Karimi, Iran                                                                                         |
| 2010 | 2.    | Stanislaw-Pytlasinski-Memorial in Racibórz   | Schwer       | hinter Dremiel Byers, vor Ralf Böhringer, Deutschland u. Josif Tschugischwili, Weißrussland                                                                        |
| 2010 | 7.    | WM in Moskau                                 | Schwer       | nach Siegen über Yannick Szczepaniak u. Hani Salah Abdel Rahman Marafy, Ägypten u. einer Niederlage gegen Nurmachan Tinälijew, Kasachstan (1:2 Runden, 1:3 Punkte) |
| 2011 | 1.    | "Iwan-Poddubny"-Turnier in Tjumen            | Schwer       | vor Schochruddi Ajubow, Alexander Jekimow, Alexander Anuchin, alle Russland u. Alexander Petrenko, Ukraine                                                         |
| 2011 | 1.    | EM in Dortmund                               | Schwer       | nach Siegen über Constantin Ionut Scutariu, Rumänien, Josif Tschugischwili, Mihaly Deak Bardos, Heiki Nabi, Estland u. Rıza Kayaalp, Türkei                        |
| 2012 | 1.    | "Iwan-Poddubny-Turnier in Tjumen             | Schwer       | vor Wladimir Ilnizki, Wassili Parschin und Schochruddi Ajubow, alle Russland                                                                                       |
| 2012 | 2.    | Thor-Masters in Nyköping                     | Schwer       | hinter Johan Euren, vor Kamil Blonski, Polen und Ricardo Melz, Deutschland                                                                                         |
| 2012 | 2.    | EM in Belgrad                                | Schwer       | hinter Riza Kayaalp, vor Juri Patrikejew und Ewgeni Orlow, Ukraine                                                                                                 |
| 2012 | 8.    | Olympia-Qualif.-Turnier in Sofia             | Schwer       | Sieger: Juri Patrikejew vor Ewgeni Orlow |
| 2012 | 1.    | Olympia-Qualif.-Turnier in Helsinki          | Schwer       | vor Guram Perselidse, Georgien, Namanja Pawlovic, Serbien und Iwan Iwanow, Bulgarien                                                                               |
| 2012 | 1.    | "Wladyslaw-Pytlasinski"-Memorial in Racibórz | Schwer       | vor Wladimir Berdzik, Weißrussland, Abdelrahman Yehia El Tarabily, Ägypten und Josif Tschugaschwili, Weißrussland                                                  |
| 2012 | 14.   | OS in London                                 | Schwer       | nach einer Niederlage gegen Juri Patrikejew |

## Erläuterungen
- alle Wettkämpfe im griechisch-römischen Stil
- OS = Olympische Spiele, WM = Weltmeisterschaften, EM = Europameisterschaften
- Halbschwergewicht, Gewichtsklasse bis 2001 bis 97 kg, seit 2002 bis 96 kg; Schwergewicht, Gewichtsklasse bis 2001 bis 130 kg, seit 2002 bis 120 kg Körpergewicht